# 伊萬尼夫 (沃倫州)
50°47′40″N 24°6′59″E / 50.79444°N 24.11639°E
伊萬尼夫（羅馬化：Ivaniv）是位於烏克蘭西部的村莊，由沃倫州沃洛德米爾區的波羅米夫市鎮負責管轄。該村始建於1946年，面積0.74平方公里，海拔高度194米，2001年人口62，人口密度每平方公里83.78人。